# Kanton Narbonne-Est
Der Kanton Narbonne-Est war bis 2015 ein französischer Wahlkreis im Arrondissement Narbonne, im Département Aude und in der Region Languedoc-Roussillon. Die landesweiten Änderungen in der Zusammensetzung der Kantone brachten im März 2015 seine Auflösung.
Der Kanton umfasste den östlichen Teil der Stadt Narbonne.